# Nyctemera ludekingi
Nyctemera ludekingi är en fjärilsart som beskrevs av Adalbert Seitz 1915. Nyctemera ludekingi ingår i släktet Nyctemera och familjen björnspinnare. Inga underarter finns listade i Catalogue of Life.